# ナヴァリノの海戦
ナヴァリノの海戦（ナヴァリノのかいせん、英語: Battle of Navarino、フランス語: Bataille de Navarin、ロシア語: Наваринское сражение、トルコ語: Navarin Deniz Muharebesi、アラビア語: معركة نافارين）は、ギリシャ独立戦争での戦いの一つであり、1827年10月27日に地中海で勃発したイギリス・フランス・ロシアの連合艦隊とトルコ・エジプトの連合艦隊の海戦である。結果は英仏露連合軍の勝利に終わり、土埃連合軍は敗北。そしてトルコはギリシャから撤退し、ギリシャ独立戦争の勝利、ギリシャの独立に繋がった。

## 概要
当時ギリシャはオスマン帝国（トルコ）の植民地となっており、ギリシャは独立戦争を起こした。これが、ギリシャ独立戦争である。そしてこのギリシャ独立戦争はイギリスやフランスでかなりの国民的支持を得た。そしてロシアは以前からトルコとの関係が悪化していて、またギリシャとロシアはギリシャ正教、ロシア正教会と細かい宗派の違いはあれど同じ正教会の国であり、宗教的連帯感もあってギリシャに同情的であった。そのためイギリス・フランス・ロシアはギリシャ独立戦争に介入し、ギリシャ側に立って参戦した。そして、その一環として海軍艦隊など連合軍を派遣したのである。そして、この3国連合艦隊はイギリス軍の司令官エドワード・コドリントンの指揮下にあった。
それに対してトルコ側は海上封鎖を決行。トルコ本国軍の他事実上の植民地軍であったエジプト軍まで動員して防衛にあたった。そしてトルコ・エジプト連合艦隊は地中海のイオニア海、ギリシャのペロポネソス半島のナヴァリノ湾に集結。徹底抗戦に踏み切った。なおトルコ・エジプト軍は当時のエジプトのムハンマド・アリー朝国王兼トルコのエジプト総督のイブラーヒーム・パシャが率いた。そしてそこへイギリス・フランス・ロシア連合軍が侵入。ナヴァリノの海戦が始まった。
しかしいざ戦いが始まると、この戦いは圧倒的な一方的なものとなった。なぜなら戦いに加わった艦艇の数でこそイギリス・フランス・ロシア側が戦列艦11隻、フリゲート艦9隻、小型艦4隻に対してトルコ・エジプト側が戦列艦3隻、フリゲート艦15隻、小型艦50隻以上とトルコ・エジプト側が多かったが、同軍は大半の艦艇が小型で、武装も貧弱なものであったのに対し、イギリス・フランス・ロシア側の戦力が圧倒的に優れたものだったからである。当初イギリス・フランス・ロシア軍は戦わない予定であり、トルコの砲台の前を通過してトルコ・エジプト軍と交渉しようとしていた。しかしながら、トルコ・エジプト連合軍はイギリス・フランス・ロシア連合軍に対して先制攻撃を行ってしまったのである。そのためイギリス・フランス・ロシア軍は一斉に反撃を開始した。
それからは一方的な戦いであった。特にイギリスとフランスの砲撃性能が圧倒的に高かったためトルコ・エジプト連合軍はそれを避けるため自軍の艦艇を自沈させたり火をつけて焦土作戦を行う他無かった。そして数時間の内にトルコ・エジプト軍の艦艇はこうして撃沈されたのである。それに対してイギリス・フランス・ロシア軍の艦艇は撃沈されなかった。
結果はイギリス・フランス・ロシア連合軍の大勝利に終わった。この戦いでイギリス・フランス・ロシア連合軍では700人が戦死・負傷しトルコ・エジプト連合軍では4,000人が死傷し艦艇60隻が撃沈された。そしてトルコ・エジプト連合軍は決定的な敗北を喫したためギリシャからの撤退を開始し、ギリシャ独立戦争の戦局は一気にギリシャ側、イギリス・フランス・ロシア連合軍の有利に転換した。そしてこの戦いがギリシャ独立戦争の勝利、ギリシャの独立へと繋がっていくのである。